# Maurizio Piccoli

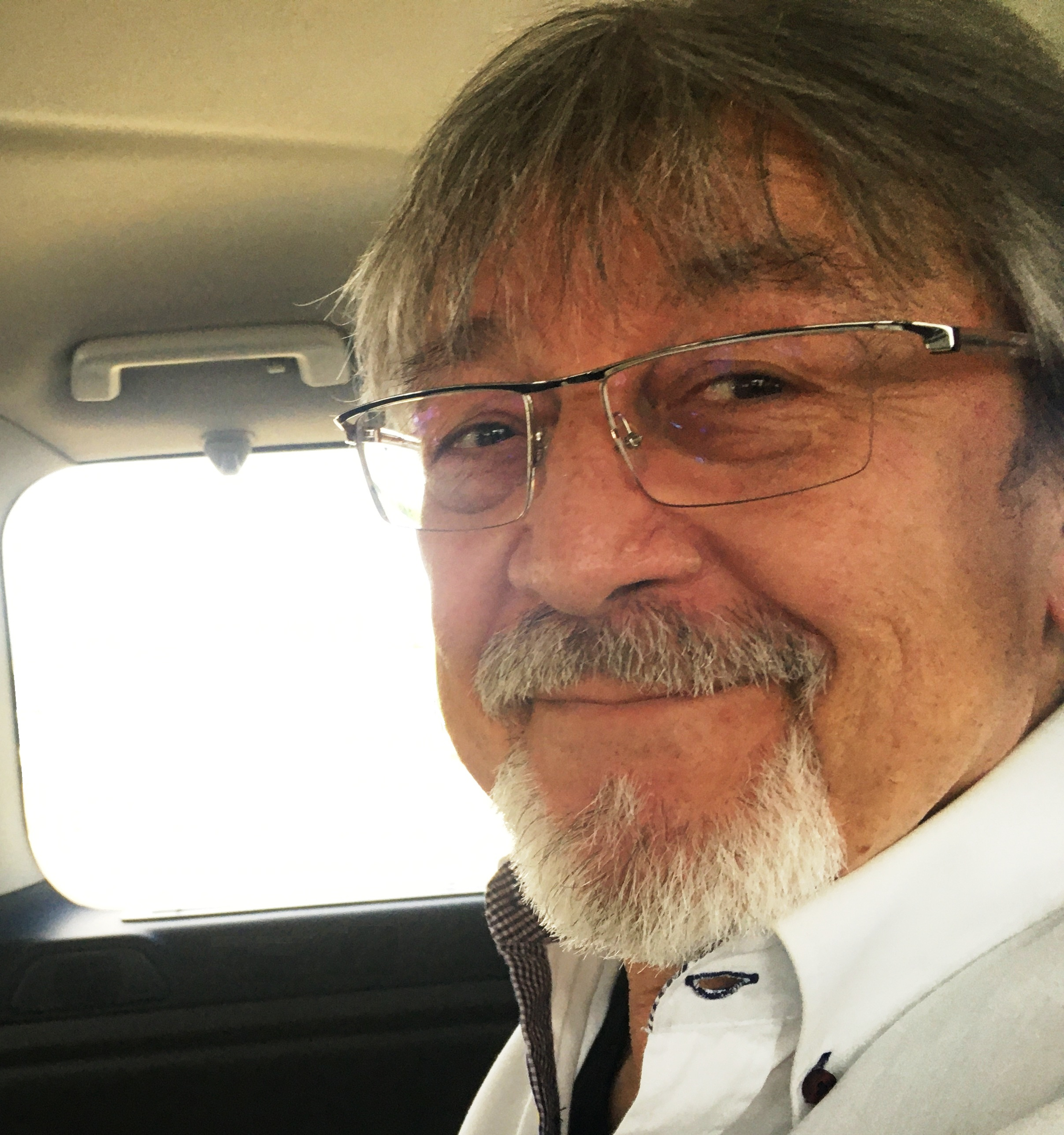
Maurizio Piccoli

Maurizio Piccoli (Venezia, 1948) è un cantautore, compositore e paroliere italiano.

## Biografia
Paroliere e compositore di chiara fama, autore esclusivo per Casa Ricordi, Intersong Chappell e Warner. 
Ha scritto brani per molti artisti, in particolare interpreti della canzone italiana: Mia Martini, Fiorella Mannoia, Loredana Bertè, Ornella Vanoni, Milva, Iva Zanicchi, Renato Zero, Patty Pravo, Mina, Anna Oxa, Pierangelo Bertoli, Franco Califano, Riccardo Fogli, Nada, Amanda Lear, Aida Cooper, Marina Barone, Anna Melato, Christian De Sica, Dik Dik, ecc. Collabora in più occasioni con Pino Donaggio, Maurizio Fabrizio, D.B. Bembo, Riccardo Cocciante, Renato Pareti, l'arrangiatore Gianfranco Lombardi ecc... 
"Partecipa numerose volte al Festival di Sanremo con canzoni in gara cantate da vari artisti. Da citare "Come si cambia" (1984) cantata da Fiorella Mannoia e "Stiamo come stiamo" (1993) cantata da Mia Martini e Loredana Berté. 
Scrive e compone canzoni per lo Zecchino d'Oro: "Caro Gesù ti scrivo", "Calzini a go-go", "Spunta la luna" (solo il testo in italiano) ecc... e vince numerosi premi a festival canori per bambini. 
Verso la metà degli anni '70 realizza come cantautore gli album Pace (1974) e Giù per queste strade (1977), partecipando a manifestazioni canore quali Un disco per l'estate e Festivalbar. Abbandona la carriera di cantante per motivi personali e si dedica alla composizione della canzone d'autore. 
Fin dagli anni settanta, attratto dalla musica elettronica, si dedica a composizioni innovative, approfondendo l'uso del software dedicato più diffuso. La conoscenza del computer e delle fonti digitali del suono in ambito musicale la esprimerà nei lunghi anni (30) in qualità di giornalista specializzato in musica e strumenti musicali per le Riviste SM Strumenti Musicali, Chitarre, ecc. Di questa attività da giornalista rimangono centinaia di articoli. 
L'attività di compositore si concretizza in colonne sonore per corto- e lungometraggi, video di vario genere (Ferrari, SIP, Caffè Florian, ecc...), video-cataloghi (Biennale di Venezia, mostra "Savoldo", mostra "Gli Egizi", ecc...). 
Nel 1985 dedica a Leo Fender e alla sua produzione il libro "Fender-Storia di un mito". L'edizione viene aggiornata nel 2005 e nuovamente nel 2021 con integrato aggiornamento. 
Nel 1988 vince il Festival di Vina del Mar (il festival della canzone piu famoso del sudamerica) con la canzone "Senza te" interpretata da Marco del Freo. 
Svolge l'attività di curatore delle versioni in italiano dei testi in giapponese del repertorio musicale del cantautore Shinji Tanimura cantato da MIlva nell'LP "Fammi luce" (1996) e dei testi in greco del repertorio musicale del cantautore Mikroutsikos (Ministro della Cultura) fatto proprio ancora dalla cantante Milva nell'album "Volpe d'amore" (1994). 
Nella seconda metà degli anni novanta, traduce dall'inglese e dirige il doppiaggio delle numerosissime parti cantate dei 90 episodi della serie Animaniacs per la Amblin Entertainment di Steven Spielberg. 
Produce e cura il restauro e l'editing digitale di due cd di brani inediti di Mia Martini (Il concerto-2004, Altro che cielo-2010).
Nel 2021 realizza al computer 6 composizioni di balletti eseguiti da Roberto Bolle nello spettacolo "La dance des galaxie".
Ha la passione del restauro audio. Nel 2025 realizza l'album "Tarab" (in vinile a tiratura limitata e cd), omaggio a Mia Martini. Estrae e restaura la voce di Mia Martini da vecchie registrazioni (alcune inedite) e ad essa adatta nuovi arrangiamenti. L'album viene realizzato interamente live in studio, suonato ma musicisti scelti.
La grande passione per la scrittura lo porta a pubblicare nel 2019 il suo primo romanzo fantasy (Più lontano di lontano), nel 2021 il secondo romanzo fantasy (Chiara sarà). Nel 2025 è in pubblicazione il terzo romanzo (Il tango delle anime). 
Si sta attualmente dedicando alla redazione di un manuale-guida tecnica e passionale rivolta ai potenziali cantautori.

## Discografia

### Album
- 1974: Pace (Dischi Ricordi, SMRL 6128)
- 1977: Giù per queste strade (Cetra, LPX 59)
- 1990: Misty Lagoon By Metamauco (Warner/Chappell, WCH-IT 120)

### Singoli
- 1973: Sì dimmi di sì/Guerriero (Dischi Ricordi, SRL 10697)
- 1974: Pace/Metamauco (Dischi Ricordi, SRL 10719)
- 1975: A braccia aperte/Atmosfere (Dischi Ricordi, SRL 10761)
- 1977: Orso/Ma tu che fai stasera (Fonit, SPF 31324)

## Le principali canzoni scritte da Maurizio Piccoli
| Anno                 | Titolo                    | Autori del testo                                   | Autori della musica                   | Interpreti                   |
| -------------------- | ------------------------- | -------------------------------------------------- | ------------------------------------- | ---------------------------- |
| 1972                 | Tu che sei sempre tu      | Maurizio Piccoli                                   | Maurizio Piccoli                      | Mia Martini                  |
| 1973                 | Il guerriero              | Maurizio Piccoli e Franco Califano                 | Maurizio Piccoli                      | Mia Martini                  |
| 1973                 | La malattia               | Maurizio Piccoli                                   | Maurizio Piccoli                      | Mia Martini                  |
| 1973                 | La discoteca              | Maurizio Piccoli                                   | Maurizio Piccoli                      | Mia Martini                  |
| 1973                 | Bolero                    | Maurizio Piccoli                                   | Dario Baldan Bembo e Leonardo Ricchi  | Mia Martini                  |
| 1973                 | La notte fu               | Maurizio Piccoli                                   | Maurizio Piccoli                      | Anna Melato                  |
| 1973                 | Dormitorio pubblico       | Maurizio Piccoli                                   | Maurizio Piccoli                      | Anna Melato                  |
| 1973                 | Punto d'incontro          | Maurizio Piccoli                                   | Alberto Cheli                         | Anna Melato                  |
| 1974                 | Inno                      | Maurizio Piccoli                                   | Dario Baldan Bembo                    | Mia Martini                  |
| 1974                 | ...E stelle stan piovendo | Maurizio Piccoli                                   | Maurizio Piccoli                      | Mia Martini                  |
| 1974                 | Sta piovendo dolcemente   | Maurizio Piccoli                                   | Pino Donaggio                         | Anna Melato                  |
| 1974                 | Luce                      | Maurizio Piccoli                                   | Maurizio Piccoli e Pino Donaggio      | Milva                        |
| 1974                 | Luna bianca               | Maurizio Piccoli                                   | Dario Baldan Bembo e Leonardo Ricchi  | Mia Martini                  |
| 1974                 | Sole giallo               | Maurizio Piccoli                                   | Pino Donaggio                         | Middle of the Road           |
| 1975                 | Malgrado ciò              | Maurizio Piccoli                                   | Maurizio Piccoli                      | Mia Martini                  |
| 1975                 | Come artisti              | Maurizio Piccoli                                   | Natale Massara                        | Mia Martini                  |
| 1975                 | Le dolci colline del viso | Maurizio Piccoli                                   | Maurizio Piccoli                      | Mia Martini                  |
| 1975                 | Principessa di turno      | Maurizio Piccoli                                   | Bruno Tavernese                       | Mia Martini                  |
| 1976                 | Più                       | Maurizio Piccoli e Sergepy                         | Maurizio Piccoli e Sergepy            | Ornella Vanoni               |
| 1976                 | Motel                     | Maurizio Piccoli, Franca Evangelisti e Renato Zero | Piero Pintucci e Renato Zero          | Renato Zero                  |
| 1978                 | Scaldami                  | Maurizio Piccoli                                   | Maurizio Piccoli                      | Fiorella Mannoia             |
| 1981                 | Boy                       | Maurizio Piccoli                                   | Maurizio Piccoli                      | Mina                         |
| 1981                 | La fatica                 | Pierangelo Bertoli                                 | Maurizio Piccoli                      | Pierangelo Bertoli           |
| 1981                 | Caccia alla volpe         | Maurizio Piccoli e Pierangelo Bertoli              | Maurizio Piccoli e Pierangelo Bertoli | Pierangelo Bertoli           |
| 1982                 | Solo noi                  | Maurizio Piccoli                                   | Maurizio Piccoli                      | Mia Martini                  |
| 1982                 | Per i tuoi occhi          | Maurizio Piccoli                                   | Maurizio Piccoli                      | Loredana Bertè               |
| 1982                 | Stella di carta           | Maurizio Piccoli                                   | Maurizio Piccoli                      | Loredana Bertè               |
| 1982                 | Una                       | Maurizio Piccoli e Renato Zero                     | Renato Zero e Roberto Conrado         | Loredana Bertè               |
| 1982                 | Morirò per te             | Giancarlo Bigazzi                                  | Maurizio Piccoli e Giancarlo Bigazzi  | Mina                         |
| 1982                 | Buon viaggio              | Maurizio Piccoli                                   | Renato Pareti                         | Amanda Lear                  |
| 1983                 | Così ti scrivo            | Maurizio Piccoli                                   | Maurizio Piccoli                      | Loredana Bertè               |
| 1983                 | Quanto costa dottore      | Maurizio Piccoli e Guido Guglielminetti            | Guido Guglielminetti                  | Loredana Bertè               |
| 1983                 | Lupo                      | Ornella Vanoni                                     | Maurizio Piccoli                      | Ornella Vanoni               |
| 1983                 | Questa notte c'è          | Ornella Vanoni e Sergio Bardotti                   | Maurizio Piccoli                      | Ornella Vanoni               |
| 1983                 | Amico                     | Maurizio Piccoli                                   | Maurizio Piccoli                      | Iva Zanicchi                 |
| 1984                 | Was ist das?              | Maurizio Piccoli                                   | Maurizio Piccoli                      | Loredana Bertè               |
| 1984                 | Come si cambia            | Maurizio Piccoli                                   | Renato Pareti                         | Fiorella Mannoia             |
| 1984                 | Aria di Luna              | Maurizio Piccoli                                   | Maurizio Piccoli                      | Iva Zanicchi                 |
| 1984                 | Comandante                | Maurizio Piccoli                                   | Pino Donaggio                         | Iva Zanicchi                 |
| 1984                 | Mai dire mai              | Maurizio Piccoli                                   | Maurizio Piccoli                      | Anna Oxa                     |
| 1984                 | Quando tramonta il sol    | Maurizio Piccoli                                   | Renato Pareti                         | Ivan Cattaneo                |
| 1987                 | Roccia                    | Maurizio Piccoli e Ornella Vanoni                  | Maurizio Piccoli                      | Ornella Vanoni               |
| 1987                 | Giorni cantati            | Maurizio Piccoli                                   | Laurex                                | Riccardo Fogli con i Pooh    |
| 1987                 | Le infinite vie del cuore | Maurizio Piccoli                                   | Laurex                                | Riccardo Fogli               |
| 1988                 | Fornelli Bianchi          | Maurizio Piccoli                                   | Maurizio Piccoli                      | Loredana Bertè               |
| 1988                 | Proiezioni                | Loredana Bertè                                     | Maurizio Piccoli                      | Loredana Bertè               |
| 1988                 | Senza te                  | Maurizio Piccoli                                   | Gino Mescoli                          | Marco Del Freo               |
| 1990                 | Un altro atlantico        | Maurizio Piccoli                                   | Maurizio Fabrizio                     | Mia Martini                  |
| 1992                 | Uomini farfalla           | Maurizio Piccoli                                   | Maurizio Piccoli                      | Mia Martini                  |
| 1992                 | Un taxi verso ieri        | Maurizio Piccoli                                   | Maurizio Fabrizio                     | Riccardo Fogli               |
| 1993                 | Stiamo come stiamo        | Maurizio Piccoli e Loredana Bertè                  | Maurizio Piccoli                      | Loredana Bertè e Mia Martini |
| 1993                 | Ufficialmente dispersi    | Maurizio Piccoli e Loredana Bertè                  | Maurizio Piccoli                      | Loredana Bertè               |
| 1993                 | Canta vaya con dios       | Maurizio Piccoli                                   | Maurizio Piccoli                      | Loredana Bertè e Renato Zero |
| 1993                 | La notte dei miracoli     | Maurizio Piccoli e Cristiano Malgioglio            | Maurizio Piccoli                      | Milva                        |
| 1996                 | Un viaggio per tornare    | Maurizio Piccoli                                   | Shinji Tanimura                       | Milva                        |
| 1997                 | Luna                      | Loredana Bertè                                     | Maurizio Piccoli                      | Loredana Bertè               |
| 1997                 | Mai più                   | Maurizio Piccoli                                   | Maurizio Piccoli                      | Marina Barone                |
| 2004 (album postumo) | Bene                      | Maurizio Piccoli                                   | Maurizio Piccoli                      | Mia Martini                  |
| 2005                 | Al lupo                   | Loredana Bertè                                     | Maurizio Piccoli                      | Loredana Bertè               |
| 2006 (album postumo) | Meglio si, meglio se      | Maurizio Piccoli                                   | Maurizio Piccoli e Massimo Guantini   | Mia Martini                  |
| 2006 (album postumo) | Ma come sto               | Maurizio Piccoli                                   | Maurizio Piccoli                      | Mia Martini                  |
| 2010 (album postumo) | Signorina                 | Maurizio Piccoli                                   | Maurizio Piccoli                      | Mia Martini                  |
| 2019                 | "E la luna gira ancora"   | Maurizio Piccoli                                   | Maurizio Piccoli                      | Loredana Bertè               |
| 2019                 | "Un figlio mio"           | Maurizio Piccoli                                   | Maurizio Piccoli                      | Aida Cooper                  |
| 2025                 | "Tarab"                   | Maurizio Piccoli-Mia Martini                       | Maurizio Piccoli                      | Mia Martini                  |